# Misgurnus
Misgurnus es un género de pez de la familia Cobitidae en el orden Cypriniformes.
La etimología del género Misgurnus aparece en el tratado de (WILLUGBEII, 1686: 118-119),(2) quien proporciona en nombre de {fisgurn} usado en Ratisbon y Nüremberg. 
Según el texto de (BREWSTER, 1832, XI: 665) (3), toma el nombre de {misgurn}, de la provincia de {Misgurn}, Alemania. Por otro lado, en (CUVIER ET VALENCIENNES, 1830, XVIII: 55), (4),  se cita "Baldner gives for the species Cobitis fossilis, the names of de muhr-grundel, fishgurn o pissgurn". 
En (LACÉPÈDE, 1803, IX: 26), (5), se incluye:  “living barometer” because: «On a remarqué que, lorsque l'orage menace, ce misgurne quitte le fond des étangs pour venir à leur surface, et s´agite comme tourmenté par une gêne fatigante ou par une sorte de vive inquiétude. Cette habitude l'a fait garder avec soin dans des vases par plusieurs observateurs. On l´a placé dans un vaisseau rempli d´eau de pluie ou de rivière, et garni, dans le bas, d'une couche de terre grasse. On a eu le soin de changer la terre et l'eau tous les trois ou quatre jours pendant l'été, et tous les sept jours pendant l ´hiver. On l'a mis pendant les froids dans une chambre chaude, auprès de la fenêtre. On l'a gardé ainsi pendant plus d'un an. On l'a vu rester tranquille pendant le calme, sur la terre humectée, mais se remuer fortement pendant la tempête, même vingt-quatre heures avant que l´orage n'éclatât; monter, descendre, remonter, parcourir l'inférieur du base en différens sens, et en troubler le fluide. C'est d'après cette observation qu'il a été comparé à un baromètre, et qu'il a été nommé baromètre vivant".

## Especies
- Misgurnus anguillicaudatus Cantor, 1842
- Misgurnus bipartitus Sauvage & Dabry de Thiersant, 1874
- Misgurnus buphoensis Kim & Park, 1995
- Misgurnus fossilis Linnaeus, 1758
- Misgurnus mizolepis Günther, 1888
- Misgurnus mohoity Dybowski, 1869
- Misgurnus nikolskyi Vasil'eva, 2001
- Misgurnus tonkinensis Rendahl, 1937